# ナポレオンの陰茎
ナポレオンの陰茎は、1821年に亡くなったナポレオン・ボナパルトの体から検視解剖の際に切り取られたとされる、人間の体の部位である。この陰茎は様々な人の手を渡ってきた。1927年にニューヨークの美術館でナポレオンの陰茎が展示されたときの所有者は、イギリスの書籍商でありコレクターのエイブラハム・S・W・ローゼンバッハである。1977年にジョン・キングズレー・ラティマーが購入してそのプライベート・コレクションに加わり、さらにラティマーの死後に彼の娘が陰茎の所有者となって以降、新たな所有者の存在は知られていない。陰茎の保存状態は劣悪で、「革の切れ端か萎びたウナギ」にも例えられている。

## 歴史

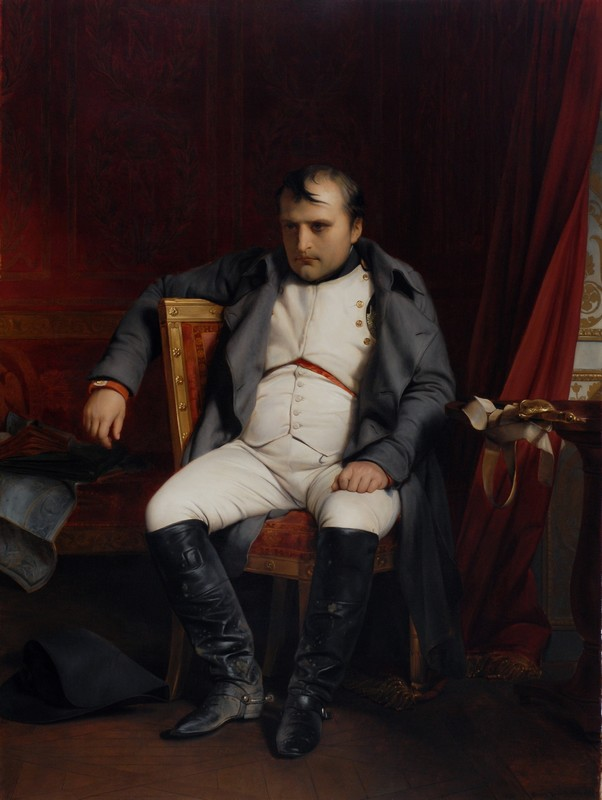
1814年にフォンテーヌブローで退位した直後のナポレオン（ポール・ドラローシュ画）

ワーテルローの戦いで敗れたナポレオンは、大西洋のセントヘレナ島に幽閉された。そして1821年3月5日にこの絶海の孤島で亡くなる。その死後にナポレオンを検視解剖したフランチェスコ・アントムマルキは、彼の体を解剖して様々な部位を摘出した。陰茎まで切り落としたのが故意によるものか偶然だったのかは分かっていない。ナポレオンに「インポテンツ」とののしられた牧師が、復讐のためにアントムマルキに賄賂を贈って、ナポレオンの死後に彼の陰茎を切り落とさせたという説もある。
陰茎の所有者はそのナポレオン付の牧師へと移るが、牧師はひそかに陰茎をセントヘレナ島から自宅のあるシチリアに持ち帰った。以降は牧師の一族が陰茎を所有し、1916年にロンドンに拠点を置く書店のマッグズ・ブラザーズが購入して所有権が移った。フィラデルフィアの書籍商、A・S・W・ローゼンバッハがこの陰茎を買い取ったのが1924年である。
1927年には、ニューヨークのフランス美術館でこのナポレオンの陰茎の展示が行われている。このときタイムズに依頼されて展示会を鑑賞した評者によれば、それは「全く手入れのされていないシカ革の靴ひも」のようだった。また別の人間は「革の切れ端か萎びたウナギ」に例えている。その後、ローゼンバッハは陰茎をドナルド・ハイドという名前のコレクターに売却した。このハイドの妻が、夫の死後にジョン・F・フレミングに陰茎を贈っている。フレミングも書籍商であり、ローゼンバッハとは近しい人間だった。
さらに別のコレクターがナポレオンの陰茎を購入し、クリスティーズでオークションで値を吊り上げようとしたが失敗に終わっている。そのオークションの後で、弁護士のジェームズ・コミンが、ナポレオンに関するアイテムのコレクターであるアメリカの実業家エリック・ラヴィンにアフィダビット（宣誓供述書）を読み上げる際には、陰茎は「陰茎」と呼ぶことを避けて婉曲的に「特定の部位」と表現されていた。1977年に泌尿器科医でありアーティファクト・コレクターのジョン・K・ラティマーが3,000ドル（2019年の12,657ドルに相当）で陰茎を購入したことが知られており、2017年のジョンの没後にナポレオンの陰茎のオーナーとなった彼の娘は、値段をつけるのであれば最低でも100,000ドルと語っている。

## 状態
陰茎の保存状態については「かろうじて人間の体の一部であることがわかる」程度と形容され、本当にナポレオンのものであるかは不明である。イギリスの公共テレビ局チャンネル4で放送されたドキュメンタリー番組「デッド・フェイマス・DNA」によれば、実物は「とても小さく」、長さを計ると1.5インチ（3.8センチメートル）だった。とはいえナポレオンの生前の陰茎の大きさについてはわかっていない。ラティマーの娘によれば、2014年の時点で彼女がナポレオンの陰茎を見せたことがあるのは10人しかおらず、カメラによる撮影は一切許可していない。